# Itame coreame
Itame coreame är en fjärilsart som beskrevs av Felix Bryk 1948. Itame coreame ingår i släktet Itame och familjen mätare. Inga underarter finns listade i Catalogue of Life.